# 8131 Scanlon
8131 Scanlon (1976 SC) là một tiểu hành tinh vành đai chính được phát hiện ngày 27 tháng 9 năm 1976 bởi E. F. Helin ở Palomar.
Tiểu hành tinh được đặt tên theo Leo Scanlon, một nhà thiên văn nghiệp dư, đồng sáng lập Amateur Astronomers Association of Pittsburgh, hay AAAP và là thành viên Học viện Nghệ thuật và Khoa học Pittsburgh.